# Forest Hills (Pennsylvania)
|  | Dieser Artikel wurde aufgrund von inhaltlichen Mängeln auf der Qualitätssicherungsseite des Projektes USA eingetragen. Hilf mit, die Qualität dieses Artikels auf ein akzeptables Niveau zu bringen, und beteilige dich an der Diskussion! Eine nähere Beschreibung der zu behebenden Mängel fehlt. |

Forest Hills ist eine Stadt im Allegheny County im Bundesstaat Pennsylvania in den Vereinigten Staaten. Sie liegt etwa 12 km östlich von Pittsburgh und 290 m ü. M. Die Fläche beträgt 4 km². Das U.S. Census Bureau hat bei der Volkszählung 2020 eine Einwohnerzahl von 6.429 ermittelt.
Hier wurde die Schauspielerin Colleen Dunn geboren.

## Einwohner
Seit der Volkszählung 1980 verzeichnet Forest Hills einen Rückgang der Einwohnerzahl.

## Politik
Forest Hills ist demokratisch geprägt. Sowohl der Bürgermeister Frank Porco als auch der Vorsitzende des Gemeinderates Markus Erbeldinger sind eingetragene Demokraten.